# Brandywine Bay
 (mai 2025).
Pour les articles homonymes, voir Brandywine.
Brandywine Bay est une census-designated place située dans le comté de Carteret, dans l’État de Caroline du Nord, aux États-Unis. Lors du recensement de 2020, elle comptait 1 153 habitants.